# Richard Serra
Richard Serra (2. listopadu 1938, San Francisco, Kalifornie, USA – 26. března 2024, Orient, New York) byl americký umělec a sochař, patří k minimalistickým umělcům.
Studoval anglickou literaturu na univerzitách Berkley a Santa Barbara (1957–1961), později pak umění na Yaleově univerzitě (1961–1964). Po skončení studia pracoval v hutích a ocelárnách, což ovlivnilo jeho pozdější tvorbu.
Stal se známým svými minimalistickými konstrukcemi z velkých železných trubek a bloků, jejichž povrch není impregnován a časem začíná rezivět.
Spolu s architektem Petrem Eisenmanem se zpočátku podílel na plánování Židovského památníku v Berlíně.
Zemřel na zápal plic ve věku 85 let.

## Odkazy

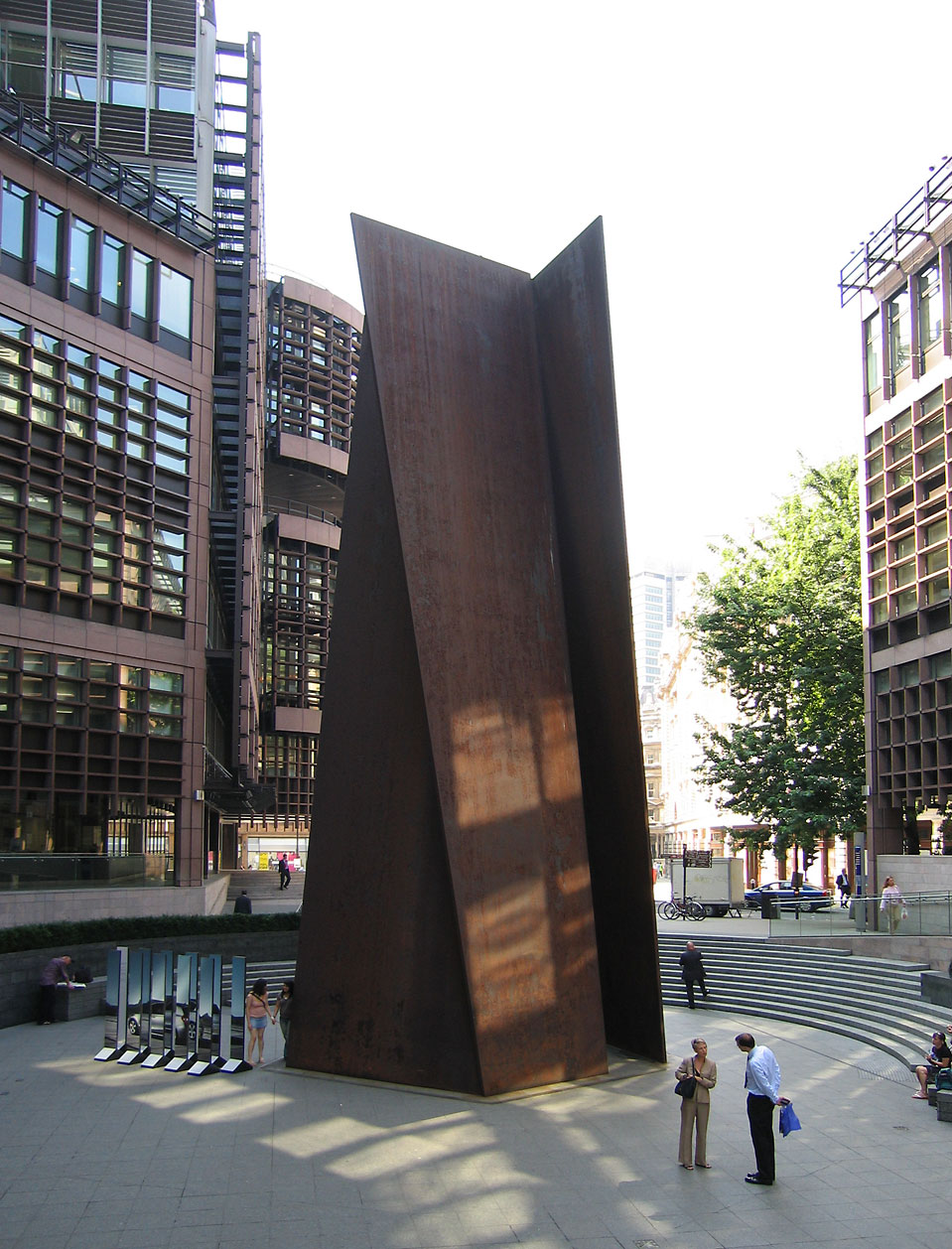
Objekt Fulcrum na Liverpool Street Station, Londýn